# Велике Ігнатово
Велике Ігна́тово або Іґнадвеле (рос. Большое Игнатово, ерз. Игнадвеле) — село, центр Великоігнатовського району Мордовії, Росія. Адміністративний центр Великоігнатовського сільського поселення.

## Населення
Населення — 2665 особи (2015).
| 1959   | 1970  | 1979  | 1989  | 2002  | 2010  | 2015  |
| ------ | ----- | ----- | ----- | ----- | ----- | ----- |
| → 1369 | ↗1492 | ↗1991 | ↗2451 | ↗2799 | ↗2842 | ↘2665 |

Національний склад (станом на 2002 рік):
- ерзя — 80 %